# CompLexity

Logo von 2003 bis 2016

compLexity (kurz coL) ist ein amerikanischer E-Sport-Clan, der von Jason „1“ Lake im Jahr 2003 gegründet wurde und als eines der besten Counter-Strike-Teams der Welt galt. Genau wie Team 3D wurde compLexity als Franchise-Team in die Championship Gaming Series aufgenommen. Nach der Schließung der Liga entschied sich Jason Lake, den Clan weiterzuführen und holte sich hierzu mit Alex „JaX“ Conroy und Jason „Anomoly“ Bass zwei erfahrene Manager an Bord.

## Wichtige Spieler

### StarCraft II
| aktiv - Henry „hendralisk“ Zheng (Zerg, seit 2013) - Samuel „Midday“ He (Zerg, seit 2014) - Michael „Moosegills“ Wolff (Zerg, seit 2014) | inaktiv - Ryan „Ryan“ Rushia (Protoss, seit ????) - Joshua „TriMaster“ Niven (Zerg, seit ????) - Brendon „Ryze“ Walker (Zerg, seit 2011) | ehemalig (Auswahl) - Johan „NaNiwa“ Lucchesi (Protoss, Sep. 2011-Dec. 2011) - Lee „NaDa“ Yoon Yeol (Terraner, Feb. 2012-Juni 2012) - Paulo „CatZ“ Vizcarra (Zerg, 2011–2012) - Kim „Heart“ Min Hyuk (Terraner, 2012–2013) - Choi „TheStC“ Yeon Sik (Terraner, 2013–2014) - Kevin „qxc“ Riley (Terraner, 2011–2015) - Brandon „KoMA“ Spinosa (Terraner, 2014–2015) - Henry „Drunkenboi“ Luu (Terraner, 2014–2016) |

### Counter-Strike: Global Offensive
| aktiv - Michael „Grim“ Wince (seit 2022) - Johnny „JT“ Theodosiou (seit 2022) - Håkon „hallzerk“ Fjærli (seit 2022) - Danny „Cxzi“ Strzelczyk (seit 2025) - Nicolas „nicx“ Lee (seit 2025) - Tiaan „T.c.“ Coertzen (Coach seit 2022) | ehemalige Spieler (Auswahl) - Spencer „Hiko“ Martin (2013–2014) - Jordan „n0thing“ Gilbert (2013–2014) - Sean „seangares“ Gares (2013–2014) - Kory „Semphis“ Friesen (2013–2014, 2015) - Daniel „roca“ Gustaferri (2015–2016) - Justin „jks“ Savage (2020–2022) - William „Rush“ Wierzba (2019–2021) - Benjamin „blameF“ Bremer (2019–2021) - Kristian „k0nfig“ Wienecke (2019–2021) - Walentin „poizon“ Wassilew (2019–2021) - Jamie „keita“ Hall (Coach 2019–2021) |
| [ 1 ] [ 2 ] [ 3 ] [ 4 ] | |

### Dota 2
- Rasmus „Chessie“ Blomdin
- Linus „Limmp“ Blomdin
- Zakari „Zfreek“ Freedman
- Jaron „monkeys-forever“ Clinton
- David „Moo“ Hull

### League of Legends
- Jonathan „Westrice“ Nguyen (Top) (ehemalig)
- Kevin „Kez“ Jeon (Jungle) (ehemalig)
- Neil „PR0LLY“ Hammad (Mid) (ehemalig)
- Robert „ROBERTxLEE“ Lee (AD) (ehemalig)
- Royce „Bubbadub“ Newcomb (Support) (ehemalig)

## Erfolge (Auszug)

### Counter-Strike
- CPL Winter 2004: 5. Platz
- Electronic Sports World Cup 2005: 1. Platz
- WSVG Intel Summer Championships 2006: 1. Platz
- World e-Sports Games Masters 2006: 2. Platz
- DreamHack Winter 2013: 3./4. Platz
- Blast Premier Spring Finals Europa 2020: 1. Platz

### Call of Duty
- Electronic Sports World Cup 2013: 1. Platz
- Call of Duty Championship 2014: 1. Platz